# Vlková
Vlková (Hongaars: Farkasfalva) is een Slowaakse gemeente in de regio Prešov, en maakt deel uit van het district Kežmarok.
Vlková telt 694 inwoners.